# Eric Jonsson i Freluga
Eric Jonsson (i riksdagen kallad Jonsson i Freluga), född 7 maj 1847 i Bollnäs, död där 10 maj 1928, var en svensk lantbrukare och politiker (liberal). Bror till riksdagsmannen Jonas Johnsson.
Eric Jonsson, som kom från en bondesläkt, var lantbrukare i Freluga och Vik i Bollnäs. Han var riksdagsledamot i andra kammaren 1906–1908 för Södra Hälsinglands västra tingslags valkrets och tillhörde Frisinnade landsföreningens riksdagsgrupp Liberala samlingspartiet. I riksdagen var han bland annat suppleant i 1907–1908 års tillfälliga utskott. Han engagerade sig bland för folkskolesväsendet.